# Partido Nacional Independiente
Partido Nacional Independiente (PNI) fou un partit polític espanyol d'extrema dreta fundat el 1977, i que a les eleccions generals espanyoles de 1979 es presentà en coalició amb Fuerza Nueva. El seu cap a nivell espanyol era Artemio Benevente. Es va presentar a les eleccions al Parlament de Catalunya de 1980 i va obtenir 4.741 vots.